# Хенрик Ловмјањски
Хенрик Ловмјањски (пољ. Henryk Łowmiański; 22 августа 1898, Даугудза код Вилкомира, губернија Виљнус, Руско царство (данас рајон Укмерге, Литванија)  — 4. септембра 1984, Познањ) био је пољски научник, историчар-медиевиста, слависта, професор, доктор наука, академик Пољске академије наука (од 1952). Аутор је монументалног шестотомног дела „Почеци Пољске”. 

## Биографија
Средње образовање стекао је Вилњусу и Чернигову. Године 1916.  уписао је Универзитет у Кијеву Св. Владимир. Затим прелази на Универзитет у Вилњусу Стефан Батори, где је студирао историју. Након што је завршио Универзитет, остао је на њему с намером да настави научни рад.
Године 1924. одбранио је докторску дисертацију на тему историја литванских градова XVI века (Wschody miast litewskich w XVI wieku). Постао је први доктор историје у обновљеном Универзитету у Вилњусу. Хабилитовао се 1932 године с двотомним делом «Студија о почецима литванског друштва и државе» (Studia nad początkami społeczeństwa i państwa litewskiego).
За проучавање историје велике кнежевине Литве 1932. добио је звање почасног доктора.  
Од 1933. до 1939. године био је шеф катедре за историју Источне Европе на Универзитету у Вилњусу.
Године 1938. постао је члан Пољске академије знања.
У време Другог светског радио је у Архиву у Вилњусу. Године 1945. прешао је у Пољску, неко време живео и радио у Лођу. Затим је прешао у Познањ.
Радио је као професор на катедри за историју Источне Европе (касније назване катедра за историју народа СССР) Универзитета у Познањ Адам Мицкијевич.
Године 1963. постао је руководилац одсека за историју средњег века Института за историју Пољске академије наука.
Од 1951. до 1957. био је шеф историјских кадедри Универзитета У Познању, а од 1957. до 1968. године директор института историје при том универзитету.
Због лошег вида трагично је погинуо под трамвајем у Познању. Сахрањен је у Жгову.

## Одабрани научни радови
- Wschody miast litewskich (1923—1924)
- Witold wielki książę litewski (1930)
- Studia nad początkami społeczeństwa i państwa litewskiego (1931-32)
- Uwagi o sprawie podłoża społecznego i gospodarczego Unii Jagiellońskiej (1934)
- The Ancient Prussians (1936)
- Wcielenie Litwy do Polski w 1386 roku (1937)
- Handel Mohylewa w XVI w. (1938)
- Struktura gospodarcza Mohylewa w czasach pomiary włócznej (1939)
- Imię chrzestne Mieszka I (1948)
- Podstawy gospodarcze formowania się państw słowiańskich (1953)
- Zagadnienia roli Normanów w genezie państw słowiańskich (1957)
- Historia Polski do roku 1764 (1957—1958)
- Geneza państwa ruskiego jako wynik procesu wewnętrznego (1962)
- Początki Polski t. I—VI (1963—1985)
- Religia Słowian i jej upadek (w. VI—XII) (1979) (преведена на српски)
- Studia nad dziejami Wielkiego Księstwa Litewskiego (1983)
- Studia nad dziejami Słowiańszczyzny, Polski i Rusi w wiekach średnich (1986)
- Prusy — Litwa — Krzyżacy (1989)
- Zaludnienie państwa litewskiego w wieku XVI: zaludnienie w roku 1528 (1998)
- Polityka Jagiellonów (1999)